# Лондонская ганза
Лондо́нская га́нза в Средние века — купеческо-патрицианская корпорация сукнодельных городов Фландрии и Северной Франции (Аррас, Амьен, Реймс, Сент-Омер, Камбре, Валансьен, Гент, Брюгге, Ипр, Лилль, Шалон и другие), получивший такое название, вероятно, потому, что важнейшим заграничным рынком сырья для него был Лондон, где производилась скупка английской шерсти для снабжения мастерских вышеупомянутых городов. Купеческо-патрицианская олигархия, подчинив себе сукнодельные цехи, захватила в свои руки магистраты этих городов, жестоко эксплуатируя их население. Лондонская ганза особенно процветала в XIII и XIV веках, когда число входивших в нее городов достигало цифры 56. Никто из жителей вышеуказанных городов не имел права торговать с Англией, пока не станет членом Лондонской ганзы. Города, которые входили в Лондонскую ганзу, получали от английских королей значительные привилегии. К концу Столетней войны Лондонская ганза стала хиреть и распадаться. В XIV веке случился кризис цехового сукноделия, произошли политические перевороты в городах Фландрии, сопровождавшиеся установлением политического господства цехов, всё это подорвало могущество патрициата и значение Лондонской ганзы. В первой четверти XV века Лондонская ганза прекратила своё существование.